# بيتر نيميير
بيتر نيميير (بالألمانية: Peter Niemeyer)‏ (مواليد 22 نوفمبر 1983 في هورستيل - ألمانيا الغربية) لاعب كرة قدم ألماني يلعب حاليا لصالح نادي الدرجة الأولى فيردر بريمين الألماني منذ 2006 في مركز قلب الدفاع كما يجيد اللعب في مركز الوسط المدافع .

## روابط خارجية
- بيتر نيميير على موقع قاعدة بيانات كرة القدم.إي يو (الإنجليزية)
- بيتر نيميير على موقع بيانات كرة القدم. دي إي (الألمانية)
- بيتر نيميير على موقع Soccerway.com (الإنجليزية)
- بيتر نيميير على موقع عالم كرة القدم.نت (الإنجليزية)
- بيتر نيميير على موقع كووورة
- بيتر نيميير على موقع AS.com (الإسبانية)